# Reiko Shimizu
Reiko Shimizu (清水玲子, Shimizu Reiko), est une mangaka japonaise.
Elle est née le 26 mars 1963 dans la préfecture de Hyōgo, au Japon.
En 2002, elle remporte le prix Shōgakukan dans la catégorie Shōjo pour Princesse Kaguya.

## Œuvres

### 1982
- - Foxy Fox  (LaLa, Hakusensha) one shot

### 1983
- - Sansaro story (LaLa, Hakusensha) one shot
  - Kiss me Vanpanera (LaLa, Hakusensha) one shot
  - Otoko no ko Onna no ko (LaLa, Hakusensha) one shot

### 1984
- - Shimizu Reiko no Konjaku monogatari (LaLa, Hakusensha) one shot
  - 100-man pound no ai (LaLa, Hakusensha) one shot
  - Change (LaLa, Hakusensha) one shot
  - Funeral March (LaLa, Hakusensha) one shot

### 1985
- - Metal to Hanayome (LaLa, Hakusensha) - la série de Jack et Elena
  - Noah no Uchūsen (Wendy, Hakusensha) one shot
  - Otogi banashi no Judas (LaLaDX, Hakusensha) one shot
  - Mou hitotsu no shinwa (LaLaDX, Hakusensha) one shot
  - Tennyo Raishū (LaLa, Hakusensha) one shot

### 1986
- - Milky way 1 (LaLa, Hakusensha) - la série de Jack et Elena
  - Napoléon Solo (LaLa, Hakusensha) one shot
  - Neo Dobermann (Wendy, Hakusensha) one shot
  - Seikimatsu ni aisarete (Cindy, Hakusensha) one shot
  - Ryū no nemuru hoshi (LaLa, Hakusensha) - la série de Jack et Elena

### 1987
- - Milky way 2 (LaLaDX, Hakusensha) - la série de Jack et Elena

### 1988
- - Yume no tsuzuki (LaLa, Hakusensha) one shot
  - Gekka bijin (LaLa, Hakusensha) - la série de Jack et Elena
  - 8gatsu no nagai yoru (LaLa SUMMER CLUB, Hakusensha) one shot
  - Tsuki no ko MOON CHILD (1988-1992, (LaLa, Hakusensha) 13 volumes, 8 volumes en bunko

### 1989
- - Sen no yoru (LaLa SUMMER CLUB, Hakusensha) - la série de Jack et Elena

### 1990
- - Tenshi tachi no shinkaron (LaLa AUTUMN CLUB, Hakusensha) - la série de Jack et Elena

### 1993
- - 22XX (Zoukan LaLa, Hakusensha) - la série de Jack et Elena
  - Papillon (LaLa, Hakusensha)
  - Silent (LaLa, Hakusensha)
  - Kaguya hime (輝夜姫 - Princesse Kaguya), (1993-2005, LaLa, Hakusensha) 27 volumes

### 1996
- - Magic (LaLa, Hakusensha)

### 1997
- - WILD CATS (1997-2000, LaLa, Hakusensha) 1 volume

### 1999
- - Himitsu - Top Secret - (1999-2010, MELODY, Hakusensha) 12 volumes parus

### 2013
- - Deep Water (2013-2014, MELODY, Hakusensha) one shot
  - Himitsu - Top Secret Season 0- (2013-, MELODY, Hakusensha) 10 volumes parus